# Blanche Cornwall
Pour les articles homonymes, voir Cornwall.
Blanche Cornwall, née le 24 avril 1868 à New York et morte le 20 décembre 1918, est une actrice américaine du cinéma muet.

## Biographie
Elle fut l'une des actrices vedettes de la compagnie Solax, tournant essentiellement sous la direction d'Alice Guy.

## Filmographie partielle
- 1912 : Harmonie en conserve d'Alice Guy : Evelyn, fille du musicien
- 1912 : L'Américanisé d'Alice Guy : femme d'Ivan Orloff
- 1912 : Fra Diavolo d'Alice Guy : Zulima
- 1912 : The Girl in the Arm-Chair d'Alice Guy
- 1913 : Le Puits et le Pendule (The Pit and the Pendulum) d'Alice Guy